# Elkmont
Elkmont és una població dels Estats Units a l'estat d'Alabama. Segons el cens del 2000 tenia 470 habitants.

## Demografia
Segons el cens del 2000, Elkmont tenia 470 habitants, 172 habitatges, i 136 famílies. La densitat de població era de 113,4 habitants/km².
Dels 172 habitatges en un 40,1% hi vivien nens de menys de 18 anys, en un 64% hi vivien parelles casades, en un 9,9% dones solteres, i en un 20,9% no eren unitats familiars. En el 19,2% dels habitatges hi vivien persones soles el 12,2% de les quals corresponia a persones de 65 anys o més que vivien soles. El nombre mitjà de persones vivint en cada habitatge era de 2,73 i el nombre mitjà de persones que vivien en cada família era de 3,1.
Per edats la població es repartia de la següent manera: un 28,3% tenia menys de 18 anys, un 6% entre 18 i 24, un 32,1% entre 25 i 44, un 18,9% de 45 a 60 i un 14,7% 65 anys o més.
L'edat mediana era de 35 anys. Per cada 100 dones hi havia 97,5 homes. Per cada 100 dones de 18 o més anys hi havia 100,6 homes.
La renda mediana per habitatge era de 31.771 $ i la renda mediana per família de 35.000 $. Els homes tenien una renda mediana de 33.750 $ mentre que les dones 21.250 $. La renda per capita de la població era de 17.654 $. Aproximadament el 15,9% de les famílies i el 20,4% de la població estaven per davall del llindar de pobresa.

## Poblacions més properes
El següent diagrama mostra les poblacions més properes.